# Comuna Hlivceanî, Sokal
Hlivceanî (în ucraineană Хлівчани) este o comună în raionul Sokal, regiunea Liov, Ucraina, formată din satele Hlivceanî (reședința) și Teahliv.

## Demografie
Componența lingvistică a comunei Hlivceanî
     Ucraineană (99,83%)
     Alte limbi (0,17%)
Conform recensământului din 2001, majoritatea populației comunei Hlivceanî era vorbitoare de ucraineană (99,83%), existând în minoritate și vorbitori de alte limbi.